# Джураев, Тухтамурад Джураевич
Тухтамурад Джураевич Джураев (Toʻxtamurod Joʻrayevich Joʻrayev, 25 октября 1934, Янгиюльский район — 14 сентября 2009, Ташкент) — узбекский и советский ученый-математик, доктор физико-математических наук, действительный член АН РУз., заслуженный деятель науки Узбекистана.

## Биография
Родился 25 октября 1934 г. в с. Шурали-Сай Янги-Юльского района Ташкентской области.
Окончил Среднеазиатский государственный университет (1958) и его аспирантуру (1961).
В 1961—1974 гг. в Институте математики АН УзССР: младший, старший научный сотрудник, ученый секретарь, заведующий отделом дифференциальных уравнений.
В 1974—1985 директор Института механики и сейсмостойкости сооружений АН Узбекской ССР.
В 1985—1992 директор Института математики имени В. И. Романовского АН УзССР. Затем — ректор Ташкентского госуниверситета. В 1995—2000 президент Академии наук Республики Узбекистан.
С 1962 кандидат, с 1972 доктор физико-математических наук, с 1974 профессор.
Автор и соавтор более 300 научных трудов, в том числе 3 монографий «Краевые задачи для уравнений смешанного и смешанно-составного типов» (1979), «Краевые задачи для уравнений смешанного парабологиперболического типа» (1986), «К теории дифференциальных уравнений в частных производных четвертого порядка» (2000).
Академик Академии наук Узбекистана (1989). В 1995—1999 годах депутат Олий Мажлиса.
Умер 14 сентября 2009 г., похоронен в Ташкенте.

## Награды и премии
- Государственная премия УзССР им. Беруни (1974)
- Заслуженный деятель науки и техники УзССР (1988)
- Орден «Дустлик» (1996)
- Орден «Мехнат шухрати» (1999)[1]